# FC Porto Real
Futebol Clube Porto Real és un club de futbol que juga a Porto Real, a l'illa de Príncipe, a São Tomé i Príncipe. L'equip juga a la Lliga de Príncipe de futbol a la seva divisió local i juga a l'Estadi 13 de Julho a la capital de l'illa, tal com fan tots els clubs de l'illa.

## Història
L'equip va ser el primer club de l'illa a guanyar un títol insular el 1985. El 1990 el club era un dels tres que tenien un títol cadascun. El 1993 era segon del rànquing. Porto Real va guanyar un altre títol insular el 1999, Sundy va superar els títols del club i es posà tercer, els va compartir amb el Sporting el 2012 per una temporada en què Porto Real va guanyar dos títols consecutius en 2013 i 2014, i es va convertir en un dels tres clubs amb més títols a l'illa i, a partir de 2016, un dels quatre per una temporada, els títols totals el van fer segon després dels cinc títols d'Os Operários al setembre de 2017.
El club fou suspès per la temporada 2012. En les finals del campionat, el club va perdre tots tres partits, els dos més recents davant el Sporting Praia Cruz (0–2, 3–0) i en l'edició de 2013 i UDRAen l'edició 2014. En la temporada de 2016 va assolir la màxima anotació del campionat de l'illa, on van derrotar el 1º de Maio 8-1, el club va acabar classificat darrere de l'Sporting de Príncipe.
Porto Real es va convertir en el cinquè i recent club de l'illa en guanyar un títol de Copa regional el 2015, en la final de la Copa nacional, van perdre 6-2 davant el Sporting Praia Cruz de l'illa de São Tomé. El Porto Real va obtenir de nou el títol en 2017 després de derrotar l'UDAPB 3-2 en la final de la Copa, va quedar segon i es va convertir en el quart club amb més títols per davant de l'1º de Maio i un altre aparició de la copa nacional el 2017 amb l'UDRA. El 25 de novembre, l'UDRA va guanyar el títol del campionat nacional i UDRA, participant en la final de la Copa nacional, Porto Real va aconseguir la classificació per la pròxima supercopa nacional que tindrà lloc a principis de 2018.

## Logotip i uniforme
Els colors del logotip són vermells, negres i grocs. El seu color uniforme té una camisa vermella amb mànigues negres i pantalons curts negres i mitjons grocs usats durant els partits a casa.

## Palmarès
- Lliga de Príncipe de futbol: 4

1985, 1999, 2013, 2014
- Taça Regional de Príncipe: 1

2015

## Temporades
| Temporada | Divisió                 | Lloc                    |
| --------- | ----------------------- | ----------------------- |
| 2001      | 1a                      | 3r.                     |
| 2003      | 1a                      | Últim.                  |
| 2012      | Suspès per la temporada | Suspès per la temporada |
| 2013      | 1a                      | 1r.                     |
| 2014      | 1a                      | 1a                      |
| 2016      | 1a                      | 2n.                     |